# Övre Badasjön
Övre Badasjön är en sjö i Torsby kommun i Värmland och ingår i Göta älvs huvudavrinningsområde. Sjön är 4,2 meter djup, har en yta på 1,08 kvadratkilometer och befinner sig 114,1 meter över havet. Sjön avvattnas av vattendraget Badaälven (Östra Jolen). Vid provfiske har bland annat abborre, braxen, gers och gädda fångats i sjön.

## Delavrinningsområde
Övre Badasjön ingår i det delavrinningsområde (667777-135012) som SMHI kallar för Utloppet av Övre Badasjön. Medelhöjden är 149 meter över havet och ytan är 7,02 kvadratkilometer. Räknas de 17 avrinningsområdena uppströms in blir den ackumulerade arean 208,97 kvadratkilometer. Badaälven (Östra Jolen) som avvattnar avrinningsområdet har biflödesordning 3, vilket innebär att vattnet flödar genom totalt 3 vattendrag innan det når havet efter 362 kilometer. Avrinningsområdet består mestadels av skog (72 procent). Avrinningsområdet har 1,08 kvadratkilometer vattenytor vilket ger det en sjöprocent på 15,3 procent.

## Fisk
Vid provfiske har följande fisk fångats i sjön:
- Abborre
- Braxen
- Gärs
- Gädda
- Löja
- Mört